# La Matanza (Piura)
La Matanza es una ciudad menor peruana, capital del distrito homónimo perteneciente a la provincia de Morropón, del departamento de Piura , al norte del Perú. Se encuentra a una altitud de 111 m s. n. m.

## Historia
El distrito de La Matanza fue creado mediante Ley N° 15198 el 5 de noviembre de 1964, durante el primer gobierno de Fernando Belaúnde, designando al pueblo homónimo como su capital.

## Ubicación
La Matanza se ubica al noroeste de la provincia de Morropón, en el distrito de La Matanza, en el departamento de Piura.

## Demografía
Según el censo de INEI, en el 2017 tenía una población de 6787 habitantes.
| Gráfica de evolución demográfica de La Matanza entre 1993 y 2017 |
|                                                                  |
| Fuentes: Población 1993 y 2017                                   |

## Clima
| Parámetros climáticos promedio de La Matanza | Parámetros climáticos promedio de La Matanza | Parámetros climáticos promedio de La Matanza | Parámetros climáticos promedio de La Matanza | Parámetros climáticos promedio de La Matanza | Parámetros climáticos promedio de La Matanza | Parámetros climáticos promedio de La Matanza | Parámetros climáticos promedio de La Matanza | Parámetros climáticos promedio de La Matanza | Parámetros climáticos promedio de La Matanza | Parámetros climáticos promedio de La Matanza | Parámetros climáticos promedio de La Matanza | Parámetros climáticos promedio de La Matanza | Parámetros climáticos promedio de La Matanza |
| Mes                                          | Ene.                                         | Feb.                                         | Mar.                                         | Abr.                                         | May.                                         | Jun.                                         | Jul.                                         | Ago.                                         | Sep.                                         | Oct.                                         | Nov.                                         | Dic.                                         | Anual                                        |
| -------------------------------------------- | -------------------------------------------- | -------------------------------------------- | -------------------------------------------- | -------------------------------------------- | -------------------------------------------- | -------------------------------------------- | -------------------------------------------- | -------------------------------------------- | -------------------------------------------- | -------------------------------------------- | -------------------------------------------- | -------------------------------------------- | -------------------------------------------- |
| Temp. media (°C)                             | 26.6                                         | 27.2                                         | 26.8                                         | 26.4                                         | 25.4                                         | 23.3                                         | 22.5                                         | 22.4                                         | 23.1                                         | 23.9                                         | 24.1                                         | 25.6                                         | 24.8                                         |
| Temp. mín. media (°C)                        | 20.4                                         | 21.1                                         | 20.8                                         | 20.2                                         | 19.5                                         | 17.4                                         | 16.7                                         | 16.3                                         | 16.9                                         | 17.5                                         | 17.6                                         | 19                                           | 18.6                                         |
| Fuente: climate-data.org                     |                                              |                                              |                                              |                                              |                                              |                                              |                                              |                                              |                                              |                                              |                                              |                                              |                                              |